# Elimus mackayensis
Elimus mackayensis är en stekelart som beskrevs av Meade-waldo 1910. Elimus mackayensis ingår i släktet Elimus och familjen Eumenidae. Inga underarter finns listade i Catalogue of Life.